# Governo Édouard Philippe II
O governo Édouard Philippe é o quadragésimo primeiro governo de França sobre a Quinta República Francesa. Proposto pelo Primeiro-Ministro Édouard Philippe, é o primeiro governo formado sobre a presidência de Emmanuel Macron.

## Composição

### Primeiro-ministro
| Retrato | Cargo                       | Detentor | Detentor         | Partido      | Partido |
| ------- | --------------------------- | -------- | ---------------- | ------------ | ------- |
|         | Primeiro-ministro da França |          | Édouard Philippe | Independente |         |

### Ministres
| Retrato              | Cargo                                                                   | Detentor | Detentor             | Partido      | Partido |
| -------------------- | ----------------------------------------------------------------------- | -------- | -------------------- | ------------ | ------- |
| Nicole Belloubet     | Ministra da Justiça                                                     |          | Nicole Belloubet     | Independente |         |
| Jean-Yves le Drian   | Ministro da Europa e dos Negócios Estrangeiros                          |          | Jean-Yves Le Drian   | TDP          |         |
| Florence Parly       | Ministra das Forças Armadas                                             |          | Florence Parly       | Independente |         |
| Elisabeth Borne      | Ministra da Transição Ecológica e Inclusiva                             |          | Elisabeth Borne      | LREM         |         |
|                      | Ministro da Solidariedade e Saúde                                       |          | Olivier Véran        | LREM         |         |
| Bruno Le Maire       | Ministro da Economia e Finanças                                         |          | Bruno Le Maire       | LREM         |         |
| Muriel Pénicaud      | Ministra do Trabalho                                                    |          | Muriel Pénicaud      | LREM         |         |
| Jean-Michel Blanquer | Ministro da Educação Nacional e Juventude                               |          | Jean-Michel Blanquer | LREM         |         |
| Gérald Darmanin      | Ministro da Ação e Contas Públicas                                      |          | Gérald Darmanin      | LREM         |         |
| Christophe Castaner  | Ministro do Interior                                                    |          | Christophe Castaner  | LREM         |         |
| Frédérique Vidal     | Ministra do Ensino Superior, Pesquisa e Inovação                        |          | Frédérique Vidal     | LREM         |         |
| Jacqueline Gourault  | Ministra da Coesão Territorial e das Relações com as Autoridades Locais |          | Jacqueline Gourault  | Modem        |         |
| Annick Girardin      | Ministra do Territórios ultramarinos                                    |          | Annick Girardin      | MRSL         |         |
| Franck Riester       | Ministro da Cultura                                                     |          | Franck Riester       | Agir         |         |
| Didier Guillaume     | Ministro da Agricultura e Alimentação                                   |          | Didier Guillaume     | Independente |         |
| Roxana Maracineanu   | Ministra do Esporte                                                     |          | Roxana Maracineanu   | Independente |         |

### Ministros com um ministro
| Retrato            | Cargo                                  | Ministro responsável                                                    | Detentor | Detentor           | Partido | Partido |
| ------------------ | -------------------------------------- | ----------------------------------------------------------------------- | -------- | ------------------ | ------- | ------- |
| Marc Fesneau       | Ministro das Relações com o Parlamento | Primeiro-ministro                                                       |          | Marc Fesneau       | Modem   |         |
| Sébastien Lecornu  | Ministro das Comunidades Territoriais  | Ministra da Coesão Territorial e das Relações com as Autoridades Locais |          | Sébastien Lecornu  | LREM    |         |
| Julien Denormandie | Ministro da Cidade e Habitação         | Ministra da Coesão Territorial e das Relações com as Autoridades Locais |          | Julien Denormandie | LREM    |         |

### Secretários de Estado
| Retrato | Cargo                                                                                     | Ministro responsável                                               | Detentor | Detentor               | Partido      | Partido |
| ------- | ----------------------------------------------------------------------------------------- | ------------------------------------------------------------------ | -------- | ---------------------- | ------------ | ------- |
|         | Secretária de Estado, porta-voz do governo                                                | Primeiro-ministro                                                  |          | Sibeth Ndiaye          | LREM         |         |
|         | Secretária de Estado para a Igualdade entre mulheres e homens e o Combate à Discriminação | Primeiro-ministro                                                  |          | Marlène Schiappa       | LREM         |         |
|         | Secretária de Estado encarregado das Pessoas com Deficiência                              | Primeiro-ministro                                                  |          | Sophie Cluzel          | Independente |         |
|         | Secretária de Estado para Transição ecológica                                             | Ministra da Transição Ecológica e Inclusiva                        |          | Brune Poirson          | LREM         |         |
|         | Secretário de Estado dos Transportes                                                      | Ministra da Transição Ecológica e Inclusiva                        |          | Jean-Baptiste Djebbari | LREM         |         |
|         | Secretária de Estado da Energia                                                           | Ministra da Transição Ecológica e Inclusiva                        |          | Emmanuelle Wargon      | Independente |         |
|         | Secretário de Estado do Comércio Exterior, Turismo e Francofonia                          | Ministro da Europa e dos Negócios Estrangeiros                     |          | Jean-Baptiste Lemoyne  | LREM         |         |
|         | Secretária de Estado dos Assuntos Europeus                                                | Ministro da Europa e dos Negócios Estrangeiros                     |          | Amélie de Montchalin   | LREM         |         |
|         | Secretária de Estado                                                                      | Ministra das Forças Armadas                                        |          | Geneviève Darrieussecq | Modem        |         |
|         | Secretária de Estado da Solidariedade                                                     | Ministro da Solidariedade e Saúde                                  |          | Christelle Dubos       | LREM         |         |
|         | Secretário de Estado responsável pela proteção da criança                                 | Ministro da Solidariedade e Saúde                                  |          | Adrien Taquet          | LREM         |         |
|         | Secretário de Estado das Pensões                                                          | Ministro da Solidariedade e Saúde                                  |          | Sophie Cluzel          | LREM         |         |
|         | Secretário de Estado da Digital                                                           | Ministro da Economia e Finanças Ministro da Ação e Contas Públicas |          | Cédric O               | LREM         |         |
|         | Secretária de Estado da Indústria, Artesanato e Comércio                                  | Ministro da Economia e Finanças                                    |          | Agnès Pannier-Runacher | LREM         |         |
|         | Secretário de Estado do Serviço Público                                                   | Ministro da Ação e Contas Públicas                                 |          | Olivier Dussopt        | TDP          |         |
|         | Secretário de Estado da Juventude                                                         | Ministro da Educação Nacional e Juventude                          |          | Gabriel Attal          | LREM         |         |
|         | Secretário de Estado                                                                      | Ministro do Interior                                               |          | Laurent Nuñez          | LREM         |         |

## Remodelações
| Data                                                                    | Cargo                                                     | Sai                         | Sai                          | Entra                        | Entra                   |
| ----------------------------------------------------------------------- | --------------------------------------------------------- | --------------------------- | ---------------------------- | ---------------------------- | ----------------------- |
| 24 de novembro de 2017                                                  | Secretário de Estado, porta-voz do governo                | SECRETARIA DE ESTADO CRIADA | SECRETARIA DE ESTADO CRIADA  |                              | Benjamin Griveaux       |
| 24 de novembro de 2017                                                  | Secretário de Estado da Indústria, Artesanato e Comércio  |                             | Benjamin Griveaux            |                              | Delphine Gény-Stephann  |
| 24 de novembro de 2017                                                  | Secretário de Estado do Serviço Público                   | SECRETARIA DE ESTADO CRIADA | SECRETARIA DE ESTADO CRIADA  |                              | Olivier Dussopt         |
| 4 de setembro de 2018                                                   | Ministro da Transição Ecológica e Inclusiva               |                             | Nicolas Hulot                |                              | François de Rugy        |
| 4 de setembro de 2018                                                   | Ministra do Esporte                                       |                             | Laura Flessel                |                              | Roxana Maracineanu      |
| 16 de setembro de 2018                                                  |                                                           |                             |                              |                              |                         |
| Ministra do Ministro de Estado, Ministro do Interior                    |                                                           | Jacqueline Gourault         | MININESTERIO ABOLIDA         | MININESTERIO ABOLIDA         |                         |
| Secretário de Estado da Habitação                                       |                                                           | Julien Denormandie          | SECRETARIA DE ESTADO ABOLIDA | SECRETARIA DE ESTADO ABOLIDA |                         |
| Secretário de Estado das Relações com o Parlamento                      |                                                           | Christophe Castaner         | SECRETARIA DE ESTADO ABOLIDA | SECRETARIA DE ESTADO ABOLIDA |                         |
| Ministro das Relações com o Parlamento                                  | SECRETARIA DE ESTADO CRIADA                               | SECRETARIA DE ESTADO CRIADA |                              | Marc Fesneau                 |                         |
| Ministro das Comunidades Territoriais                                   | SECRETARIA DE ESTADO CRIADA                               | SECRETARIA DE ESTADO CRIADA |                              | Sébastien Lecornu            |                         |
| Ministro da Cidade e Habitação                                          | SECRETARIA DE ESTADO CRIADA                               | SECRETARIA DE ESTADO CRIADA |                              | Julien Denormandie           |                         |
| Secretário de Estado da Juventude                                       | SECRETARIA DE ESTADO CRIADA                               | SECRETARIA DE ESTADO CRIADA |                              | Gabriel Attal                |                         |
| Secretária de Estado da Solidariedade                                   | SECRETARIA DE ESTADO CRIADA                               | SECRETARIA DE ESTADO CRIADA |                              | Christelle Dubos             |                         |
| Secretário de Estado do Ministro do Interior                            | SECRETARIA DE ESTADO CRIADA                               | SECRETARIA DE ESTADO CRIADA |                              | Laurent Nuñez                |                         |
| Secretário de Estado da Energia                                         |                                                           | Sébastien Lecornu           |                              | Emmanuelle Wargon            |                         |
| Secretária de Estado da Indústria, Artesanato e Comércio                |                                                           | Delphine Gény-Stephann      |                              | Agnès Pannier-Runacher       |                         |
| Ministro do Interior                                                    |                                                           | Gérard Collomb              |                              | Christophe Castaner          |                         |
| Ministro da Coesão Territorial e das Relações com as Autoridades Locais |                                                           | Jacques Mézard              |                              | Jacqueline Gourault          |                         |
| Ministro da Cultura                                                     |                                                           | Francoise Nyssen            |                              | Franck Riester               |                         |
| Ministro da Agricultura e Alimentação                                   |                                                           | Stéphane Travert            |                              | Didier Guillaume             |                         |
| 25 de janeiro de 2019                                                   | Secretário de Estado responsável pela proteção da criança | SECRETARIA DE ESTADO CRIADA | SECRETARIA DE ESTADO CRIADA  |                              | Adrien Taquet           |
| 31 de março de 2019                                                     | Ministra dos Assuntos Europeus                            |                             | Nathalie Loiseau             | MININESTERIO ABOLIDA         | MININESTERIO ABOLIDA    |
| 31 de março de 2019                                                     | Secretária de Estado dos Assuntos Europeus                | SECRETARIA DE ESTADO CRIADA | SECRETARIA DE ESTADO CRIADA  |                              | Amélie de Montchalin    |
| 31 de março de 2019                                                     | Secretário de Estado da Digital                           |                             | Mounir Mahjoubi              |                              | Cédric O                |
| 31 de março de 2019                                                     | Secretário de Estado, porta-voz do governo                |                             | Benjamin Griveaux            |                              | Sibeth Ndiaye           |
| 16 de julho de 2019                                                     | Ministra dos Transportes                                  |                             | Élisabeth Borne              | MININESTERIO ABOLIDA         | MININESTERIO ABOLIDA    |
| 16 de julho de 2019                                                     | Ministro da Transição Ecológica e Inclusiva               |                             | François de Rugy             |                              | Élisabeth Borne         |
| 3 de setembro de 2019                                                   | Alto Comissário para Pensões                              | ALTO COMISSARIO CRIADA      | ALTO COMISSARIO CRIADA       |                              | Jean-Paul Delevoye      |
| 3 de setembro de 2019                                                   | Secretário de Estado dos Transportes                      | SECRETARIA DE ESTADO CRIADA | SECRETARIA DE ESTADO CRIADA  |                              | Jean-Baptiste Djebbari  |
| 17 de dezembro de 2019                                                  | Alto Comissário para Pensões                              |                             | Jean-Paul Delevoye           | ALTO COMISSARIO ABOLIDA      | ALTO COMISSARIO ABOLIDA |
| 17 de dezembro de 2019                                                  | Secretário de Estado dos Pensões                          | SECRETARIA DE ESTADO CRIADA | SECRETARIA DE ESTADO CRIADA  |                              | Laurent Pietraszewski   |
| 16 de fevereiro de 2020                                                 | Ministro da Solidariedade e Saúde                         |                             | Agnès Buzyn                  |                              | Olivier Véran           |